# Луи Бертие
Луи Александър Бертие (на френски: Louis-Alexandre Berthier), Първи херцог на Ваграм, Първи херцог на Валанжен, Първи върховен принц на Ньошател (20 ноември 1753 г., Версай – 1 юни 1815 г., Бамберг), маршал, от 1808 г. вицеконетабъл на Франция, и началник-щаб при Наполеон Бонапарт.

## Биография
Роден е във Версай, в семейството на подполковник Жан Батист Бертие (1721 – 1804 г.), офицер в топографския инженерен корпус, и първата му жена (женени през 1746 г.), Мари Франсоаз дьо ла Сер. Той е най-голямото от пет деца, и има още трима братя, също служещи във френската армия, двама от които стават генерали по време на Наполеоновите войни.
Въведен е във военното изкуство като момче от баща си, и на седемнадесетгодишна възраст се записва в армията, служейки последователно в щаб, инженерни части и при драгуните на принц дьо Ламбеск. През 1780 г. заминава за Северна Америка с Жан Батист Рошамбо, и при завръщането си, достигнал до ранг полковник, заема различни щабни постове и пътува на военна мисия до Прусия. По време на Френската революция, като началник-щаб на Националната гвардия във Версай, защитава лелите на Луи XVI от народното недоволство и помага за бягството им (1791 г.).
През войната от 1792 г. веднага е произведен в началник-щаб на маршал Люкнер, и играе значителна роля в Аргонската кампания на Дюмурие и Келерман. Служи с големи заслуги по време на действията срещу Вандейското въстание от 1793 – 95 г., и на следващата година е повишен в дивизионен генерал и началник-щаб (генерал-майор) във френската Италианска армия, на която за главнокомандващ е назначен Бонапарт. Неговите работоспособност, акуратност и схватливост, комбинирани с продължителния му и разнообразен опит и съвършеното владеене на детайлите, правят от Бертие идеалния началник-щаб за всеки войник, и в това си качество той е най-ценния помощник на Наполеон до края на кариерата му.
Бертие придружава Бонапарт по време на брилянтната кампания от 1796 г. и е оставен начело на армията след договора от Кампо Формио. През 1798 г. нахлува в Италия, превзема Ватикана, основава Римската република и отвежда папа Пий VI като затворник във Валанс, където, след мъчителното пътуване, папата умира. След това Бертие се присъединява към Наполеон в Египет и служи там до завръщането му във Франция. Помага при преврата от 18 брюмер и за известно време е военен министър. В кампанията на битката при Маренго Бертие номинално е начело на Резервната армия, но Наполеон също съпровожда армията и генералът изпълнява, както винаги, задълженията на негов началник-щаб. В края на кампанията, Бертие се занимава с граждански и дипломатически дейности, включително мисия до Испания през август 1800 г., в резултат на която Луизиана е отстъпена на Франция с договора от Сан Илдефонсо на 1 октомври същата година (три години по-късно Луизиана е продадена на САЩ).
Когато Наполеон става император, Бертие незабавно е направен маршал на империята. Взима участие в кампаниите при Аустерлиц, Йена и Фридланд, и през 1806 г. е награден с титлата херцог на Валанжен, върховен принц на Ньошател – през същата година, и вицеконетабъл на империята през 1807 г. На 9 март следващата година се жени за Мария Елизабет Баварска (5 май 1784 г., Ландсхут – 1 юни 1849 г., Париж), далечна братовчедка по странична линия на баварския крал, и служи в Полуостровната война. През 1809 г. участва във войната с Австрия, след която му е дадена титлата херцог на Ваграм. Служи с Наполеон в Русия през 1812 г., в Германия през 1813 г. и Франция през 1814 г., изпълнявайки, до падането на империята, функциите на началник-щаб на Великата армия.
След първата абдикация на Наполеон, Бертие се оттегля в имението си от 600 акра (2.4 км²) и се отдава на хобитата си лов със соколи и скулптура. Скоро се помирява с крал Луи XVIII и го придружава при тържественото му влизане в Париж. По време на заточението на Бонапарт на остров Елба, маршалът, когото Наполеон информира за намеренията си, е доста объркан относно бъдещата си линия на поведение. Не желаейки да поеме отговорност, Бертие попада под подозренията и на Бонапарт, и на Луи XVIII. При завръщането на Наполеон, маршалът се оттегля в Бамберг, където по-късно умира.
Причината за смъртта му е неизяснена; според някои разкази Бертие е убит от членове на тайно общество, други казват че, вбесен от гледката на пруски войници, маршируващи към Франция, се хвърля от прозореца си.
Маршалът не се отличава като блестящ полеви командир. Когато през 1809 г. временно е назначен за командващ, френската армия в Бавария претърпява редица неуспехи. Каквито и качества да притежава като генерал, те остават напълно засенчени от гения на императора. Но Бертие въпреки всичко е прославен с умението си да разбира и осъществява заповедите на Наполеон до най-малките детайли.

## Наследници
От брака си с Мария Елизабет Баварска има три деца, син и две дъщери:
- Наполеон Александър (11 септември 1810 – 10 февруари 1887 г.)
- Каролин Жозефин (22 август 1812 – 1905 г.)
- Мари Ан (19 февруари 1816 – 23 юли 1878 г.)